# Československá napoleonská společnost
Československá napoleonská společnost (zkratkou ČSNS) je česká nevládní nezisková organizace sdružující profesionální i neprofesionální historiky, zájemce o období vymezené počátkem Francouzské revoluce (1789) a koncem Napoleonova císařství (1815).

## Historie a cíle
Společnost byla založena v lednu 1990 se sídlem ve Slavkově u Brna, od roku 1997 v Brně. Navazuje na svou prvorepublikovou předchůdkyni, která byla založena v Praze roku 1930 a zanikla krátce po okupaci Československa. Mezi její předsedy patřil Zdenko Radslav Kinský. Je členkou mezinárodní sítě napoleonských společností Le Souvenir Napoléonien International / International Napoleonic Society se sídlem v kanadském Montrealu.
Cíli společnosti jsou zejména:
- historický výzkum a publikace jeho výsledků,
- ochrana a zhodnocování napoleonských památek a areálů bojišť na území ČR a SR,
- konzultační a poradenská činnost k napoleonské tematice.

## Činnost

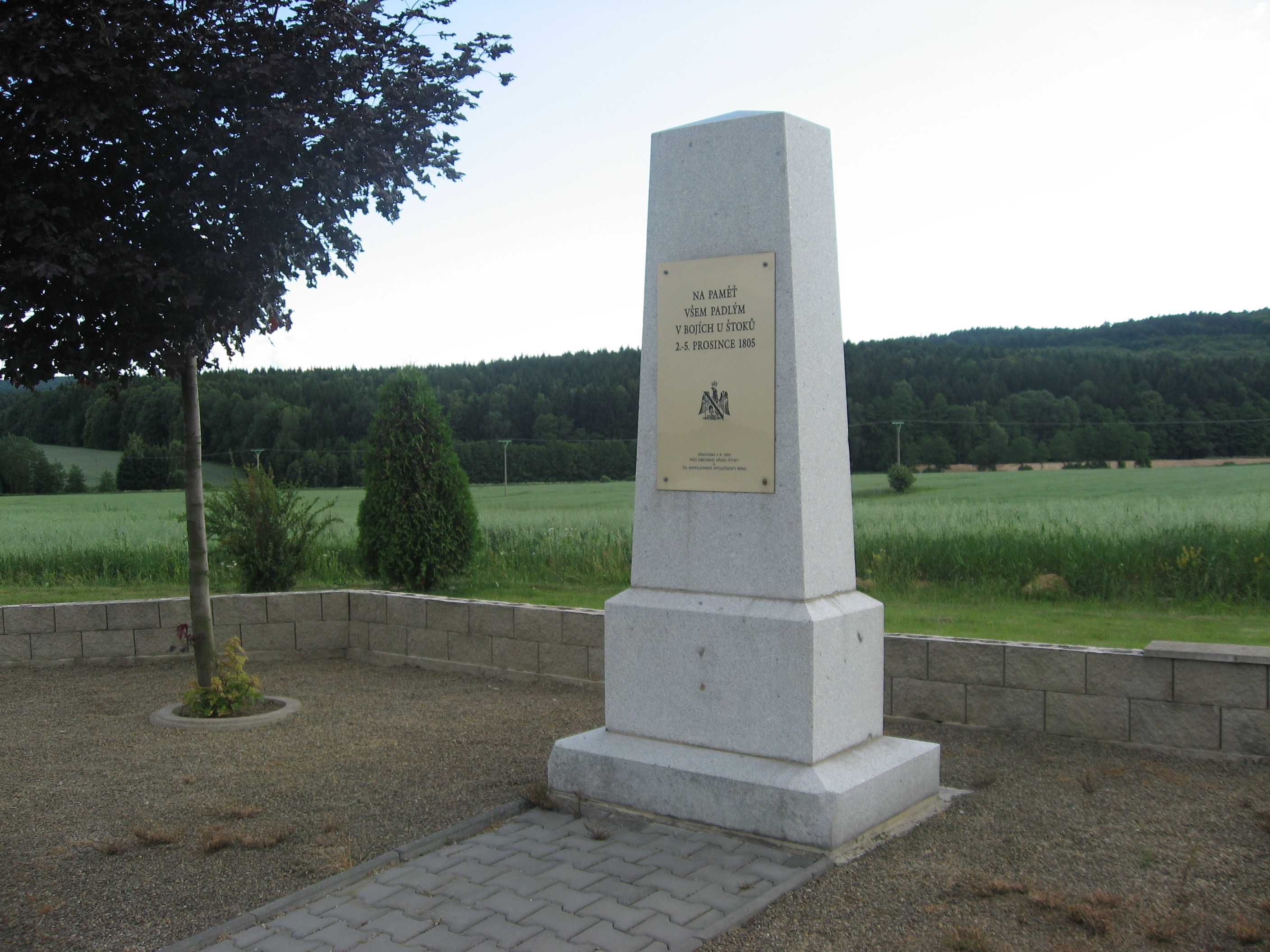
Památník u Štoků odhalený ČSNS r. 2000

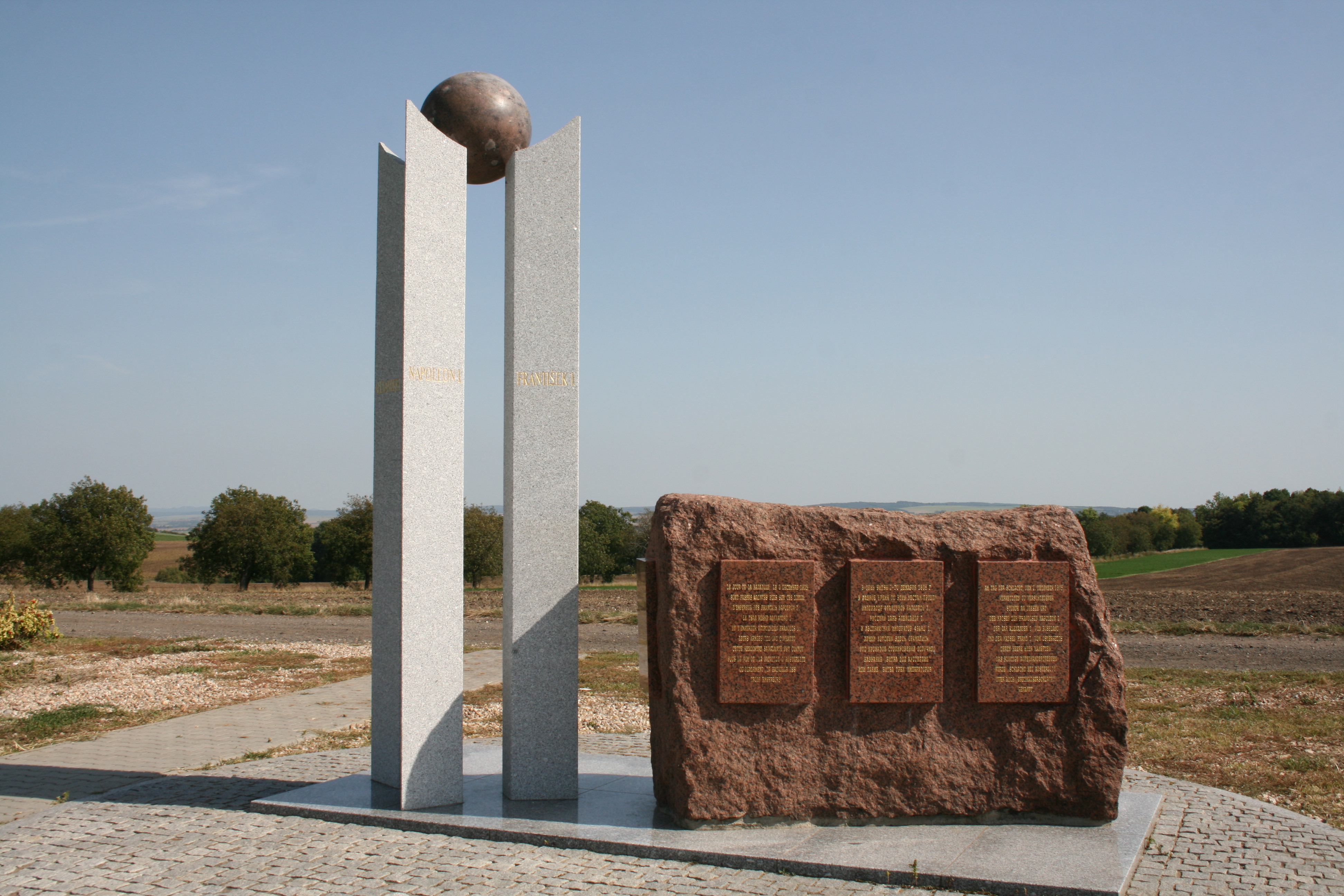
Památník Tří císařů na bojišti u Slavkova odhalený ČSNS r. 2005

Československá napoleonská společnost pořádá pro své členy i veřejnost přednášky, zájezdy a exkurze, výstavy, vědecká setkání. Ke 190. výročí bitvy u Slavkova v roce 1995 uspořádala v Brně a ve Slavkově IV. mezinárodní napoleonský kongres, vydala sborník Napoleon 1995 a podílela se na přípravě výstavy „Napoleon a jeho doba“ na slavkovském zámku. V roce 2005 při dvoustém výročí bitvy uspořádala V. mezinárodní napoleonský kongres. Z obou kongresů poté vyšly sborníky příspěvků (roku 1999 a 2006). Od roku 1997 vydává čtvrtletní Bulletin ČSNS. Uděluje také Kříž ČSNS Fénix a Čestný odznak ČSNS za zásluhy v teoretické a badatelské činnosti spojené s napoleonskou dobou nebo za organizační práci v souladu s cíli společnosti.
Společnost iniciovala umístění pamětní desky připomínající Napoleonův pobyt v Brně na průčelí Místodržitelského paláce. Sama nebo ve spolupráci s dalšími spolky a s příslušnými obcemi vybudovala pomník rakouského majora Frierenbergera na slavkovském bojišti u olomoucké silnice před Rousínovem (odhalen roku 1995), památník bitvy u Štoků na Vysočině (2000), památník bitvy u Znojma (2002), památník na slavkovském bojišti u Holubic (2003) a památník Tří císařů na Starých vinohradech u Zbýšova (2005).
Během své dosavadní existence se společnost zapojila do několika kauz spojených s velkými stavbami v oblasti památkové zóny Slavkovského bojiště, při kterých hájila zachování krajinného rázu území. V letech 1997-1999 to byla plánovaná výstavba velkého obchodního centra u Rohlenky, od roku 2003 výstavba leteckého radaru na Prackém kopci nad Sokolnicemi a v roce 2010 záměr výstavby čtyřproudové rychlostní komunikace, tzv. jihovýchodní tangenty Brna středem bojiště kolem Šlapanic.